# 竹岡良子
竹岡 良子（たけおか りょうこ、1960年2月26日 - 2020年11月4日）は、日本の女優。

## 経歴
大阪府出身。生前はMC企画に所属していた。
かねてから闘病中だったが、2020年11月4日午前1時30分、脳腫瘍のため死去。60歳没。訃報は11月9日に所属事務所から発表、その時点で葬儀は執り行われていた。